# Fred W. Glover
Pour les articles homonymes, voir Fred Glover et Glover.
Fred W. Glover (né le 8 mars 1937 à Kansas City, Missouri) est connu pour ses contributions au domaine de la métaheuristique (un nom qu'il a inventé) et pour avoir lancé la méthodologie d'optimisation informatisée de la recherche Tabu ,, et les algorithmes évolutionnaires Scatter Search et Path Relinking associés,. Il travaille dans les domaines de l'analyse, de l'intelligence artificielle, de l'apprentissage automatique et des mathématiques appliquées.

## Biographie
Il obtient son doctorat en recherche opérationnelle de l'Université Carnegie-Mellon et est chercheur postdoctoral au Miller Research Institute de l'Université de Californie à Berkeley, associé au Centre de recherche opérationnelle de George Dantzig.
Fred Glover est professeur émérite émérite à l'Université du Colorado à Boulder, associé au College of Engineering and Applied Science, au Applied Mathematics Department et à la Leeds School of Business. Il est également directeur de la technologie chargé de la conception d'algorithmes et des initiatives de planification stratégique pour OptTek Systems, Inc., un fournisseur de logiciels d'optimisation pour l'industrie de la simulation. Il est auteur ou co-auteur de plus de 450 articles publiés et de huit livres dans les domaines de l'optimisation mathématique, de l'informatique et de l'intelligence artificielle.
Les principaux domaines de recherche de Glover sont les applications des ordinateurs aux domaines de l'optimisation, de l'intelligence artificielle appliquée, de la conception de systèmes, de l'analyse multicritère, de l'aide à la décision, de la logistique, de la planification des ressources naturelles, des modèles d'allocation à grande échelle, du transport, de l'analyse financière et de la planification industrielle.